# Swatch Group
The Swatch Group Ltd. is een Zwitsers bedrijf en de grootste horlogemaker ter wereld. 

## Geschiedenis
Het conglomeraat ontstond in 1983 onder de naam Société de Microélectronique et d'Horlogerie (SMH) uit de fusie tussen de horlogefabrikanten Allgemeine Schweizerische Uhrenindustrie (ASUAG) en Société suisse pour l'industrie horlogère (SSIH), op initiatief van de Zwitserse banken. Die geloofden niet meer dat het Zwitserse product kon concurreren tegen goedkope Aziatische klokjes. Ze lieten Nicolas Hayek (1928-2010) een plan maken en steunden vervolgens de daarin aanbevolen fusie. Belangrijke merken van ASUAG waren Longines, Rado, Certina en Mido en voor SSIH waren dit Omega en Tissot.
In 1987 werd Flik Flak geïntroduceerd, een lijn van horloges voor kinderen. In 1992 volgde de overname van Blancpain en Frédéric Piguet en in 1995 werd het horlogemerk Pierre Balmain aan de collectie toegevoegd.
Sinds 1998 voert de onderneming haar huidige naam, die is ontleend aan het succesvolle horloge Swatch dat Hayek op de markt had gebracht. Een jaar later volgde de overname van Breguet. In 2000 kwamen de merken Jaquet Droz, Glashütte Original en Union Glashütte bij de groep. In 2001 werd een eigen keten van verkooppunten geopend, deze keten opereert onder de naam Tourbillion. In 2013 kwam Harry Winston erbij, een bekende naam voor juwelen en horloges. Harry Winston werd in 1932 opgericht in New York. Naast al deze merken werden ook fabrikanten van horloges en horloge onderdelen gekocht.
In 2019 werd het nieuwe hoofdkantoor in Biel geopend. De bouw duurde vijf jaar en het ontwerp is van de Japanse architect Shigeru Ban.
The Swatch Group is genoteerd aan de Zwitserse beurs, de Swiss Exchange.

## Activiteiten
Swatch voert diverse eigen merken en fabriceert de horloges in eigen vestigingen. Bij het bedrijf werken zo'n 32.000 mensen waarvan de helft in Zwitserland. De belangrijkste verkoopregio is de Volksrepubliek China met een omzetaandeel van 33% in 2023, gevolgd door Europa met 20%, Noord- en Zuid-Amerika (15%), Zwitserland (7%) en 25% in de rest van de wereld.

### Merken
The Swatch Group is eigenaar van vele (horloge)merken in diverse marktsegmenten:

Luxe segment
- Breguet
- Harry Winston
- Blancpain
- Glashütte Original
- Jaquet Droz
- Léon Hatot
- Omega

Dure segment
- Longines
- Rado
- Union Glashütte

Middeldure segment
- Tissot
- Balmain
- Certina
- Mido
- Hamilton

Basis segment
- Swatch
- Flik Flak